# Cipriano Patus
Cipriano Patus é um personagem do Universo Pato da Disney. É o filho de Cornélio Patus, fundador de Patópolis, e pai de Vovó Donalda. Sua primeira aparição foi em uma árvore genealógica da Família Pato feita por Don Rosa em 1993.
Cipriano foi o fundador do escotismo ao receber de seu pai um livro contendo a essência da Biblioteca de Alexandria (que mais tarde inspiraria o Manual do Escoteiro Mirim usado por Huguinho, Zezinho e Luisinho), Esse livro estava escondido sob um túnel subterrâneo no Forte Drake, a mesma localização onde anos mais tarde Tio Patinhas construiria sua caixa-forte.
No original, ele recebeu o nome de Clinton, porque Bill Clinton estava concorrendo à presidência dos Estados Unidos quando Don Rosa criou o personagem.
Cipriano fez sua estreia animada na animação A Lenda dos Três Caballeros de 2018. Na série, Cipriano era um arqueólogo obcecado por seu ancestral Don Dugo e seus companheiros de aventura, os Três Caballeros originais. Ele fundou o New Quackmore Institute perto do local de um de seus quartéis-generais, construindo uma cabana sobre a própria base, mas sua parceira de negócios, a Baronesa Von Sheldgoose, tomaria o controle do resto do terreno onde o campus ficava. Após sua morte, ele providenciou para que a cabana fosse deixada para seu bisneto Donald e os descendentes dos outros dois Caballeros, Panchito Pistoles e José Carioca.

## Nomes em outros idiomas
- Alemão: Emelrich Erpel
- Dinamarquês: Clinton Blisand
- Finlandês: Kornelius Ankanpää
- Francês: Clinton Ecoutum
- Grego: Προκόπης Κουτ
- Holandês: Theodoor Prul
- Inglês: Clinton Coot
- Islandês: Klemens Blesönd
- Italiano: Clinton Coot
- Norueguês: Clinton Kvakk
- Polonês: Kwalutek Kwaczak
- Sueco: Cyprianus Knös